# Julio Sobrera
Julio Alberto Sobrera Fernández (ur. 11 lipca 1927 w Montevideo) – urugwajski kolarz. Reprezentant Urugwaju na Letnich Igrzyskach Olimpijskich 1952 w Helsinkach. Na igrzyskach uczestniczył w wyścigu indywidualnym ze startu wspólnego, w którym nie ukończył wyścigu.